# Kélaourou
Kélaourou est une petite île inhabitée de France située juste à l'est de l'île de Sein, en Bretagne, dans la mer d'Iroise.

## Géographie
Elle est accessible à marée basse depuis l'île de Sein en empruntant un cordon de galets. L'îlot est entouré de plateaux rocheux qui rendent son accès difficile, voire impossible, pour les navires. L'approche est dissuadée pour les bateaux, notamment par la tourelle du Chat au large.
Kélaourou n'a jamais abrité que des enclos de pierres sèches qui délimitent de petites parcelles agricoles, où trouvaient abri autrefois quelques maigres champs voire des moutons. Ces animaux constituaient les seules créatures capables de subsister sur cette lande caillouteuse. Les champs, étaient jadis tous cultivés ; aujourd'hui, aucun n'est utilisé. En l'absence de registres cadastraux à cette époque, il s'avère impossible d'identifier les propriétaires desdits terrains,.
Vestige du passé de l'île, les reste d’une allée couverte, composés de quelques supports et une grande dalle sur un support, son toujours visible au centre de l'île.
Le 2 septembre 2022, un rorqual s'est échoué sur un plateau rocheux avant de totalement se décomposer. Les ossements sont toujours visibles sur la côte est de l'îlot.